# Journées des langues aux Nations unies
 (février 2019).
Si vous disposez d'ouvrages ou d'articles de référence ou si vous connaissez des sites web de qualité traitant du thème abordé ici, merci de compléter l'article en donnant les références utiles à sa vérifiabilité et en les liant à la section « Notes et références ».
Une « Journée de la langue à l'ONU » est organisée, depuis 2010, pour chacune des six langues officielles des Nations unies.

## Description
Les six Langues officielles de l'Organisation des Nations unies sont : l'anglais, le français, chacune langue de travail, le chinois, le russe, l'espagnol, depuis 1946, ainsi que l'arabe depuis le 18 décembre 1973, date commémorée par la journée mondiale de la langue arabe (ONU).
En complément de la journée internationale de la langue maternelle (21 février, sous le patronage de l'UNESCO) qui concerne toutes les langues, ces « Journées de la langue » (consacrées aux six langues officielles à l'ONU) ont pour objectif d'informer et de sensibiliser la communauté de l’ONU sur l'histoire, la culture et l'utilisation des langues officielles au sein du système de l’ONU ; de célébrer la diversité linguistique et de souligner l'importance de la communication interculturelle.

## Choix des dates
Le Département de l'information de l’ONU a choisi les dates de ces Journées de la langue en lien, pour chaque langue, avec un évènement important et son caractère symbolique : le 23 avril, la Journée de la langue anglaise et la date anniversaire de la mort de William Shakespeare (le 23 avril 1616 en Angleterre), est aussi la Journée de la langue espagnole et la date anniversaire de la mort de Miguel de Cervantes (le 23 avril 1616 en Espagne). La Journée de la langue française est célébrée le 20 mars, aussi Journée internationale de la Francophonie ; la Journée de la langue russe est célébrée le 6 juin pour marquer l'anniversaire de la naissance d'Alexandre Pouchkine, grand poète russe.
Les dates choisies sont :
- 20 mars : Journée de la langue française aux Nations unies et Journée internationale de la francophonie ;
- 20 avril : Journée de la langue chinoise aux Nations unies[6] ;
- 23 avril : Journée de la langue anglaise aux Nations unies[7] ;
- 23 avril :  Journée de la langue espagnole aux Nations unies ;
- 5 mai : Journée de la langue portugaise aux Nations Unies (date établie par la Communauté des pays de langue portugaise en 2009 pour représenter les pays et la culture lusophones)
- 6 juin : (ru) « Journée de la langue russe à l'ONU » ;
- 7 juillet : Journée de la langue swahili aux Nations Unies (commémore la date à laquelle Julius Nyerere a adopté la langue swahili comme langue unificatrice des luttes pour l'indépendance[8]) ;
- 18 décembre : Journée mondiale de la langue arabe. La date commémore la reconnaissance de l'arabe parmi les langues officielles des Nations unies par leur Assemblée générale, le 18 décembre 1973.

## Calendriers et dates anniversaires
William Shakespeare et Miguel de Cervantes sont officiellement morts (ou enterrés) le même jour, 23 avril 1616, mais ce fut en réalité à dix jours d'intervalle. Explications.
Le calendrier actuel dit calendrier grégorien a remplacé le calendrier julien, qui compte un excès d'années bissextiles, dans certains États catholiques européens (dont Espagne) en octobre 1582 ; en même temps, dix jours calendaires (5 au 14 octobre 1582) furent supprimés pour rattraper le retard accumulé en 12 siècles par le calendrier julien.
Par contre le calendrier grégorien n'est pas introduit en Angleterre (de religion anglicane) avant le XVIIIe siècle. Ainsi, le 23 avril 1616 est alors compté dans le calendrier julien en Angleterre, et dans le calendrier grégorien en Espagne, ce qui explique un décalage de 10 jours réels.
De même, la date retenue pour commémorer la « découverte » de l'Amérique par Christophe Colomb, 12 octobre 1492, se réfère au calendrier d'alors (julien) et avec un décalage pour la date du même évènement selon le calendrier grégorien actuel, introduit à partir de 1582.